# Slaapmos
Slaapmossen of pleurocarpen zijn een groep van (blad)mossen, die worden onderscheiden op grond van de algehele wijze van vertakkings, de bouw en de habitus van de plant met stengels en zijtakken en de plaats van de vrouwelijke voorplantingsstructuren en van de sporenkapsels. De naam 'slaapmossen' komt van het feit dat de stengels van de slaapmossen eerder liggend dan rechtopstaand zijn. De naam 'slaapmossen' wordt ook gebruikt voor de beperktere groep van de Hypnales, een orde van mossen uit de klasse Bryophyta (bladmossen).
Enkele voorbeelden van slaapmossen zijn het in gazons algemene gewoon haakmos (Rhytidiadelphus squarrosus), gesnaveld klauwtjesmos of gewoon klauwtjesmos (Hypnum cupressiforme), geplooid snavelmos (Eurhynchium striatum), fijn laddermos (Kindbergia praelonga), gewoon dikkopmos (Brachythecium rutabulum) en groot laddermos (Pseudoscleropodium purum).

## Mosplant
Slaapmossen zijn onregelmatig of geveerd vertakt, met de zijtakken in een andere richting dan de hoofdstengel, namelijk vaak loodrecht op de hoofdstengel. Meestal zijn de stengels liggend tot opstijgend, dat in tegenstelling tot bij voorbeeld de topkapselmossen en de veenmossen die rechtopstaande stengels hebben.
De bladcellen zijn aanzienlijk langer dan breed (prosenchymatisch), dat in tegenstelling tot de bladcellen van de topkapselmossen, die gewoonlijk isodiametrisch (even lang als breed) zijn.

## Sporenkapsel
Sporenkapsels staan op korte zijtakjes langs de meestal liggende stengel. Ze hebben een tweerijig peristoom, dus met exostoom en endostoom. 

Voorbeelden van slaapmossen
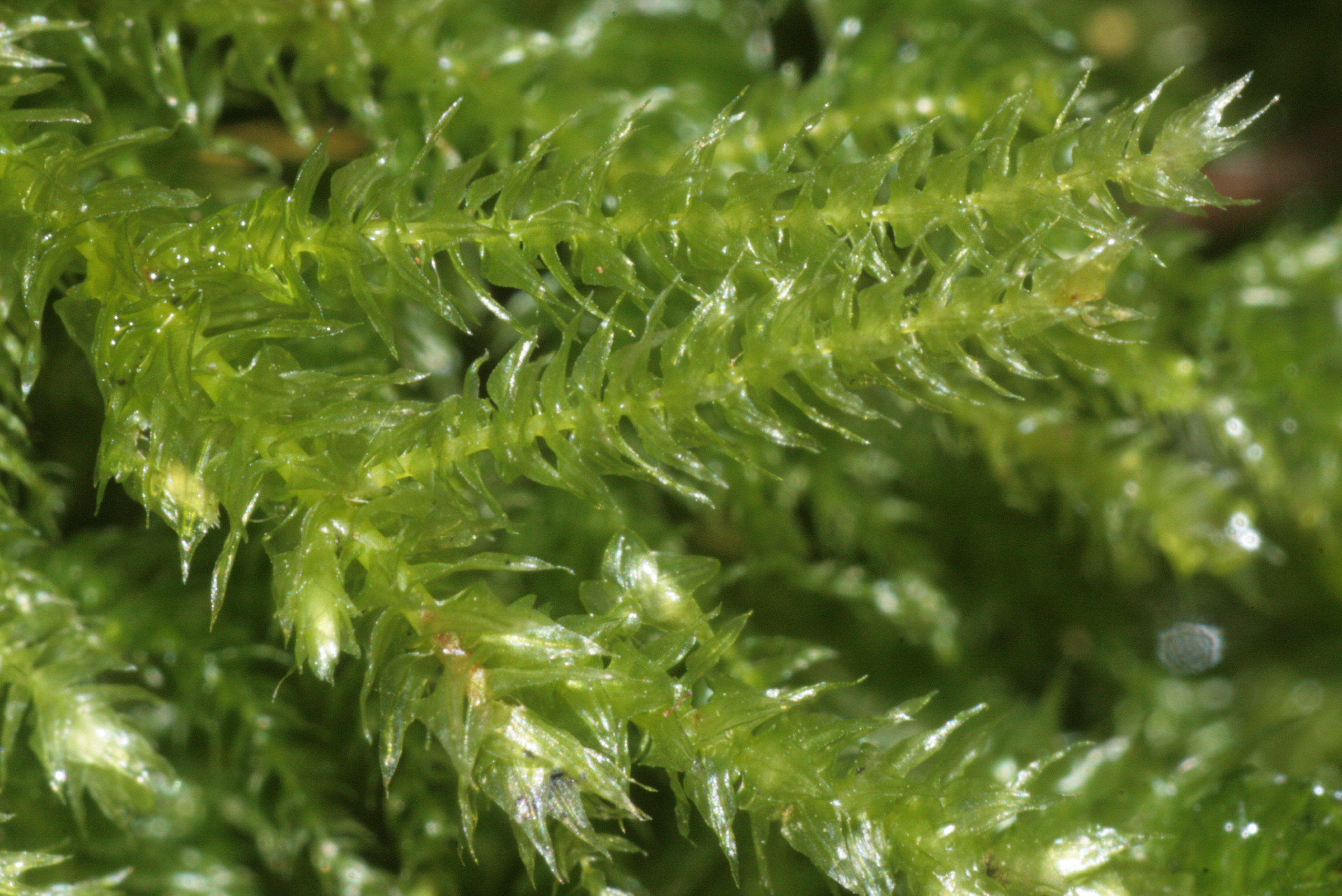
geplooid snavelmos, vertakking
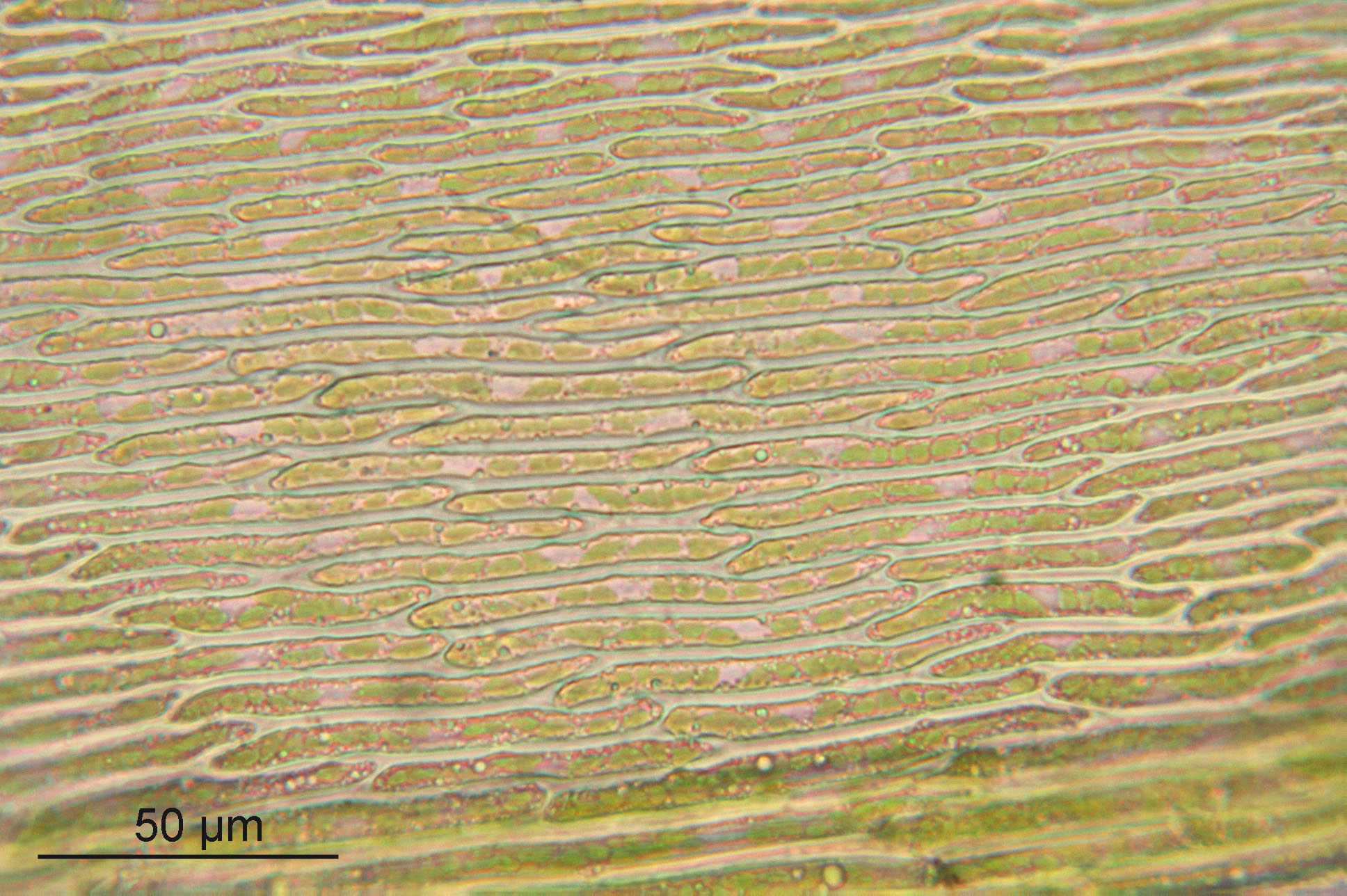
geplooid snavelmos, laminacellen
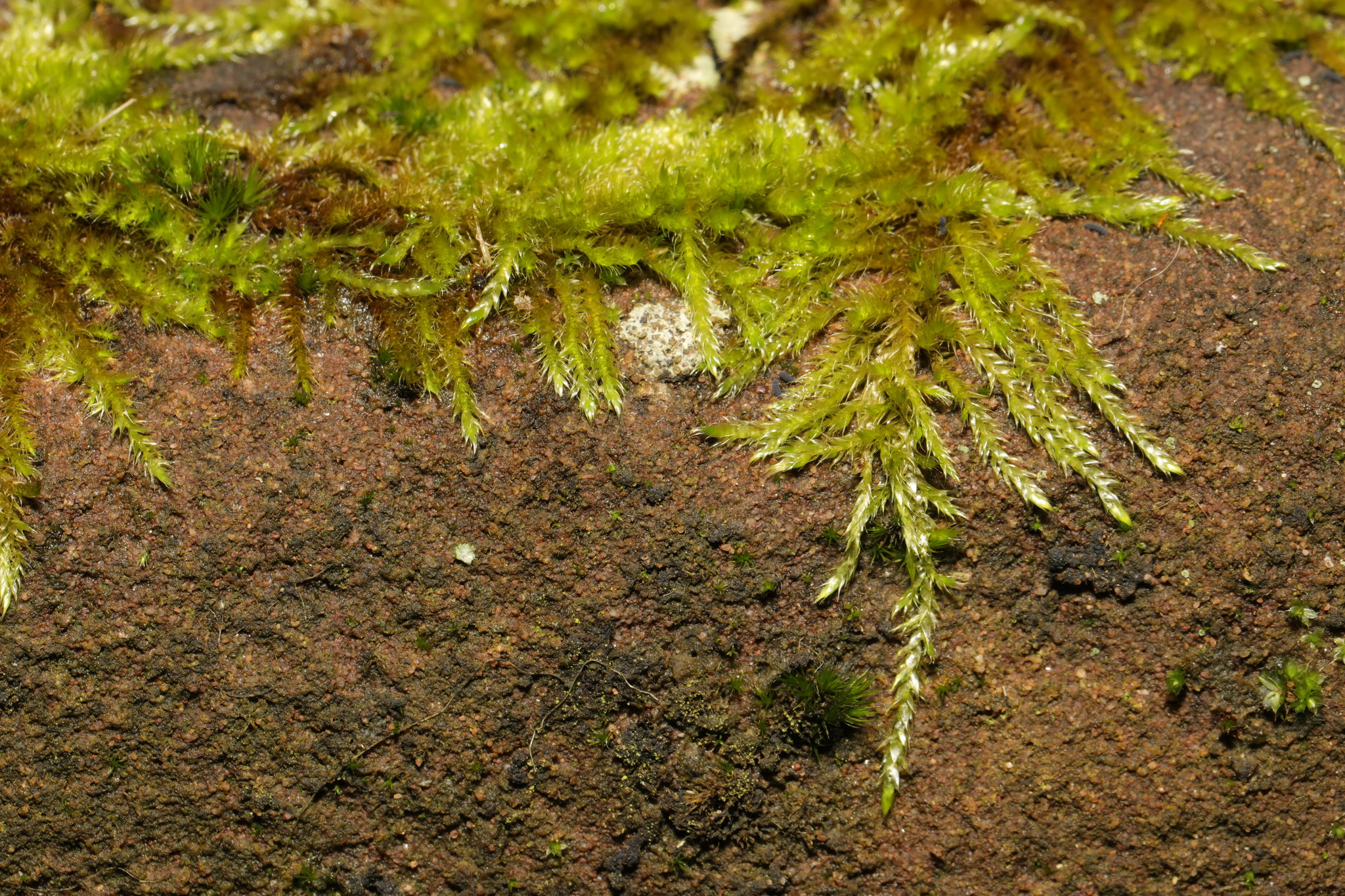
gesnaveld klauwtjesmos, vertakking
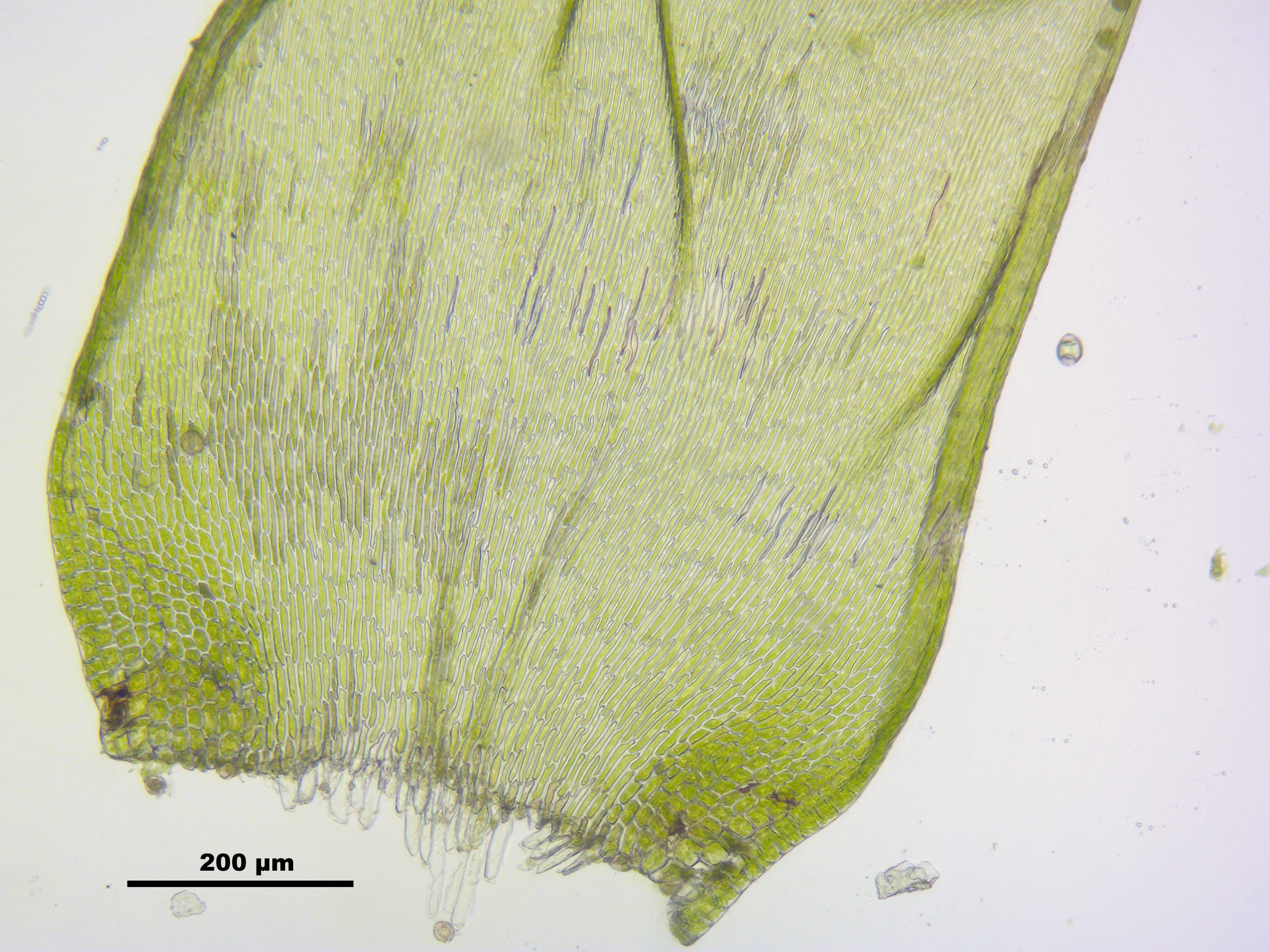
gesnaveld klauwtjesmos, bladvoet met kortcellige oortjes, twee korte bladnerven en met lange laminacellen
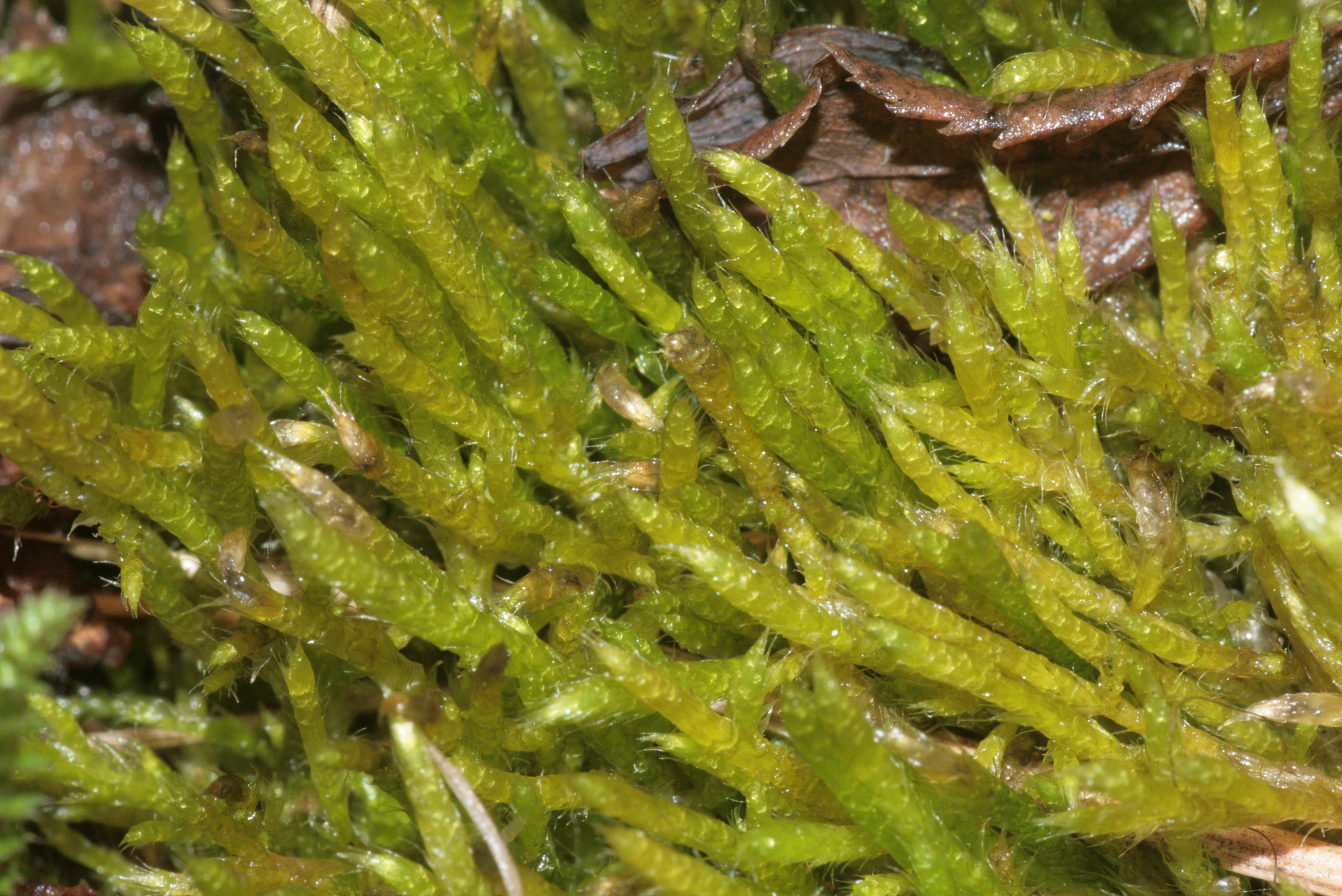
bleek dikkopmos, vertakking
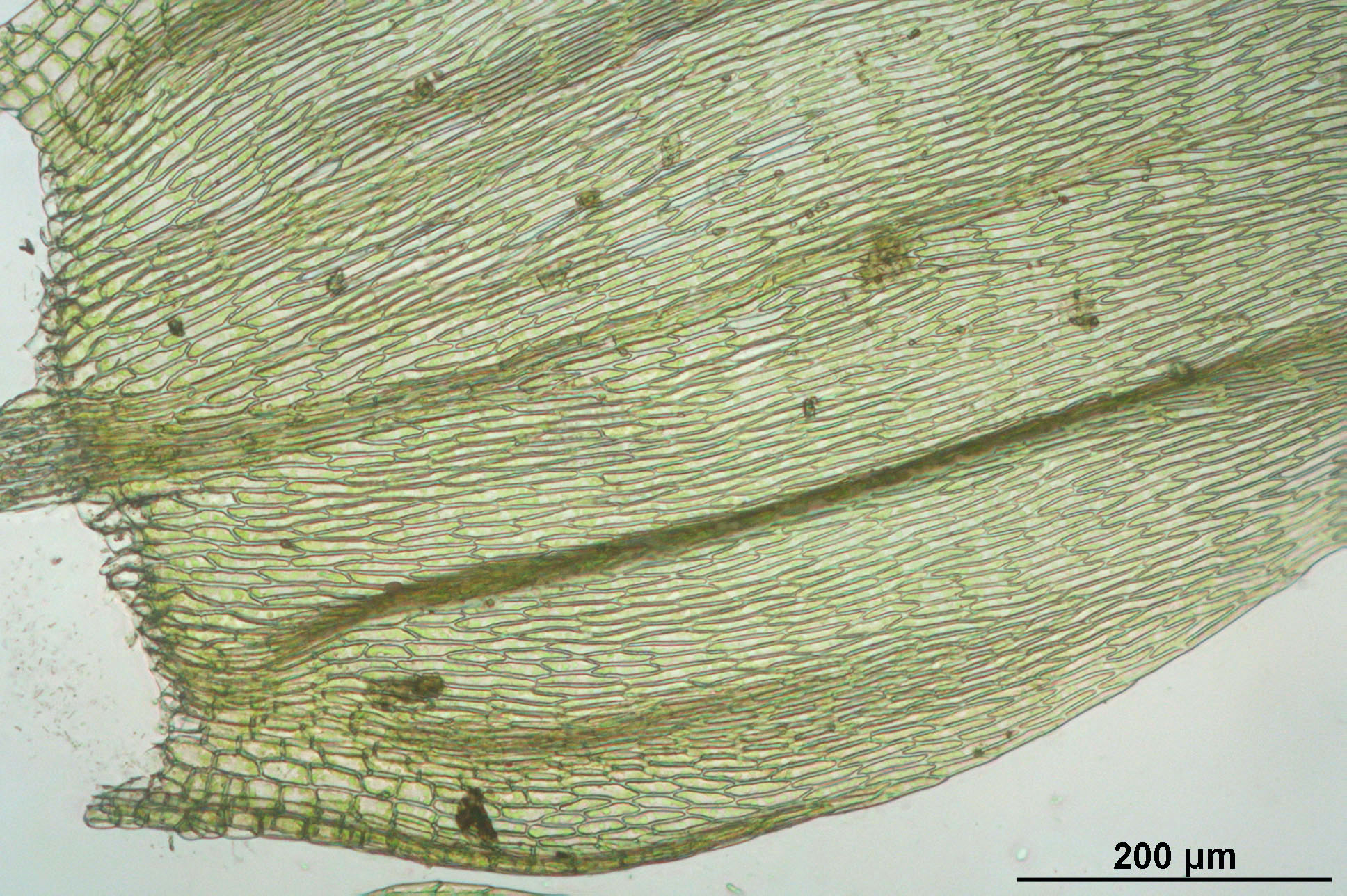
bleek dikkopmos, bladvoet met oortjes, een bladnerf en laminacellen
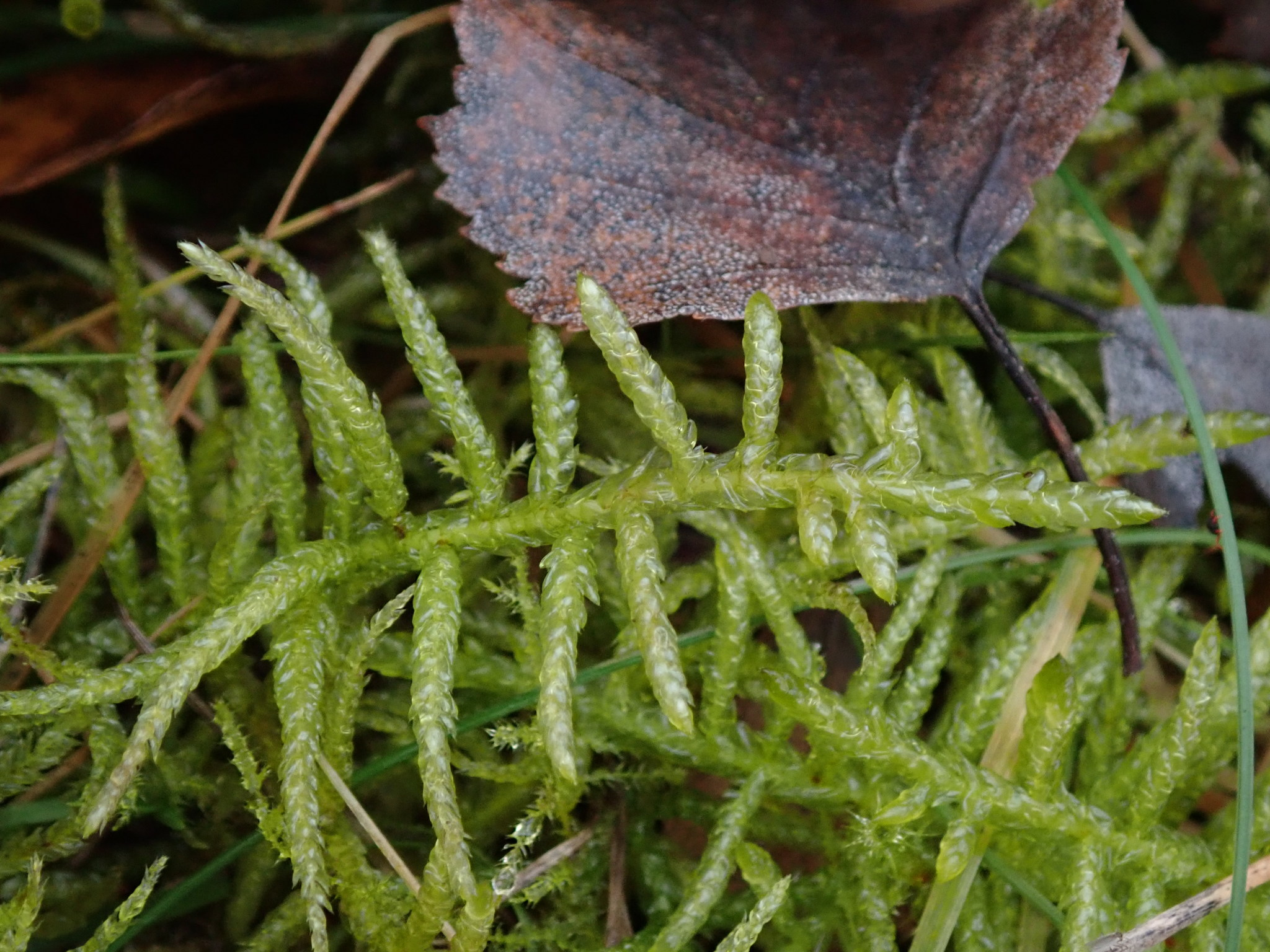
groot laddermos, opvallende vertakking
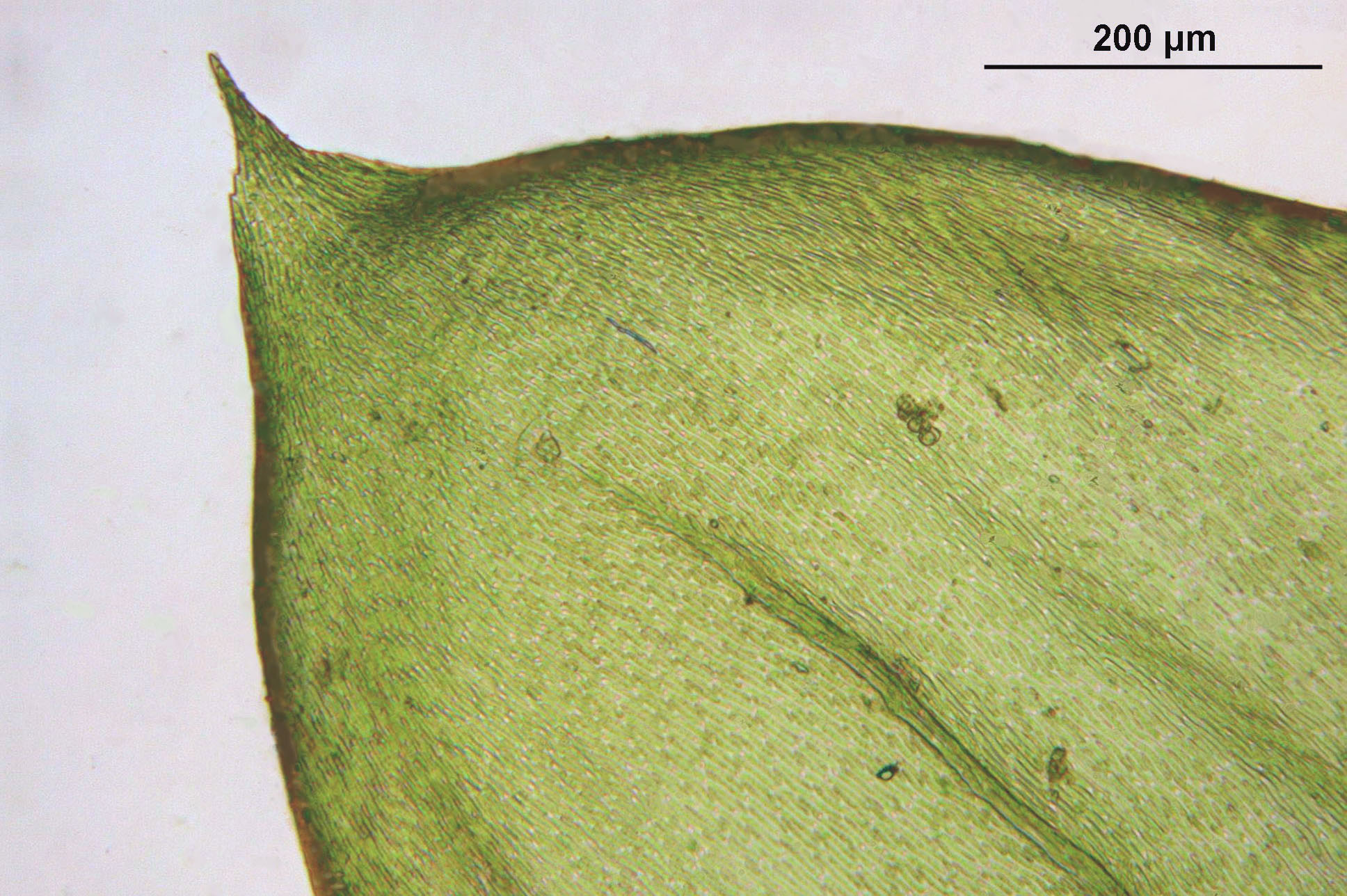
groot laddermos, lamina bladtop met nerf

## Vergelijkbare groepen
Binnen 'echte' mossen (of bladmossen, Bryophyta) vormen de slaapmossen een restgroep naast de topkapselmossen en de veenmossen. 
Van deze groep van slaapmossen worden vaak nog de 'cladocarpe mossen' als aparte groep gezien. De vrouwelijke voortplantingsstructuren en de sporenkapsels zijn bij deze mossen te vinden op langere, meestal opstijgende zijtakken aan een hoofdstengel.

## Faunistisch belang
Slaapmossen kennen tal ecologische relaties met dieren. Door hun structuur bijvoorbeeld, vervullen slaapmossen een belangrijke rol in de nestbouw van verscheidene kleine zoogdieren (zoals slaapmuizen) en kleine zangvogels (zoals mezen).